# Abu Yusuf Yaqub al-Mansur
Pour les articles homonymes, voir Abu Yusuf et Al-Mansur.
Abu Yusuf Yaqub al-Mansur (surnommé « le Victorieux », arabe : أبو يوسف المنصور يعقوب بن يوسف) est un calife almohade, petit-fils d'Abd al-Mumin. Il règne de 1184, date à laquelle il succède à son père Abu Yaqub Yusuf, mort lors du siège de Santarém de la même année, jusqu'en 1199.

## Biographie
Abû Yûsuf Ya‘qûb, qui était titulaire d'un poste de gouverneur d’al-Andalus, revient à Marrakech afin de succéder à son défunt père, tout comme ce dernier, il est intronisé amîr al-mu’minîn a l'âge de vingt-cinq ans . Le Califat almohade, sous le règne d'Abu Yusuf Yaqub al-Mansur, établit un partenariat stratégique avec l'Égypte du sultan Saladin. Le point d'orgue de cette relation est l'ambassade d'Abou al Harith Abderrahman Ibn Moukid envoyé par Saladin auprès de la Cour califale de Marrakech. Cette mission débouche sur la reconnaissance de l’autorité Califale Almohade et l’alliance entre ces derniers et les Ayyoubides, qui se concrétisera par la participation de la flotte almohade aux opérations maritimes contre les croisés (sur les côtes du Proche-Orient et même en mer Rouge, où les navires almohades prêtés à al-Adel mettent en échec l'expédition contre La Mecque organisée par Renaud de Châtillon en 1182).
À la suite de la prise de Jérusalem par Saladin en 1187, plusieurs familles originaires du Maghreb  viennent participer au repeuplement de la ville sainte. Ces populations établissent ainsi un quartier qui prit par la suite le nom de « quartier des Magharibas (Maghrébins) » et dont l'un des vestiges est la porte des Maghrébins ; de nombreux Palestiniens de Jérusalem descendent ainsi de ces Maghrébins installés en Terre sainte.
Ses armées infligent une sévère défaite au roi de Castille Alphonse VIII à Alarcos (1195). Il y gagne le surnom d’Al Mansour (« le Victorieux ») et cette victoire lui permet d'organiser des 
expéditions vers le nord contre Tolède et Madrid.
Son vizir est Abou Mohammad `Abd al-Wâhid ben Abî Hafs (1187–1195).
C'est sous son règne que vit le célèbre philosophe et médecin andalou Averroès. Le calife protège le disciple et ami d’Ibn Tufayl , Averroès succède a ce dernier en tant que médecin du souverain en 1182 mais il se retrouve disgracié en 1195. Il est pardonné par le calife à la suite d'un exil d'un an et demi et rejoint Ya‘qûb à Marrakech, où il finit ses jours fin 1198.
Sous son règne qu'a eu lieu la déportation d'une partie des Arabes d'Ifriqiya dans les plaines du Habt au nord-ouest, du Gharb et de Tamesna entre Salé et Marrakech et entre la mer et la montagne.

Le Dictionnaire de la langue française indique que la rouelle (signe discriminatif) portée par les Juifs pendant six siècles « et qui attirait sur leur passage la dérision et les coups » serait l'invention de Yakoub El Mansour,.

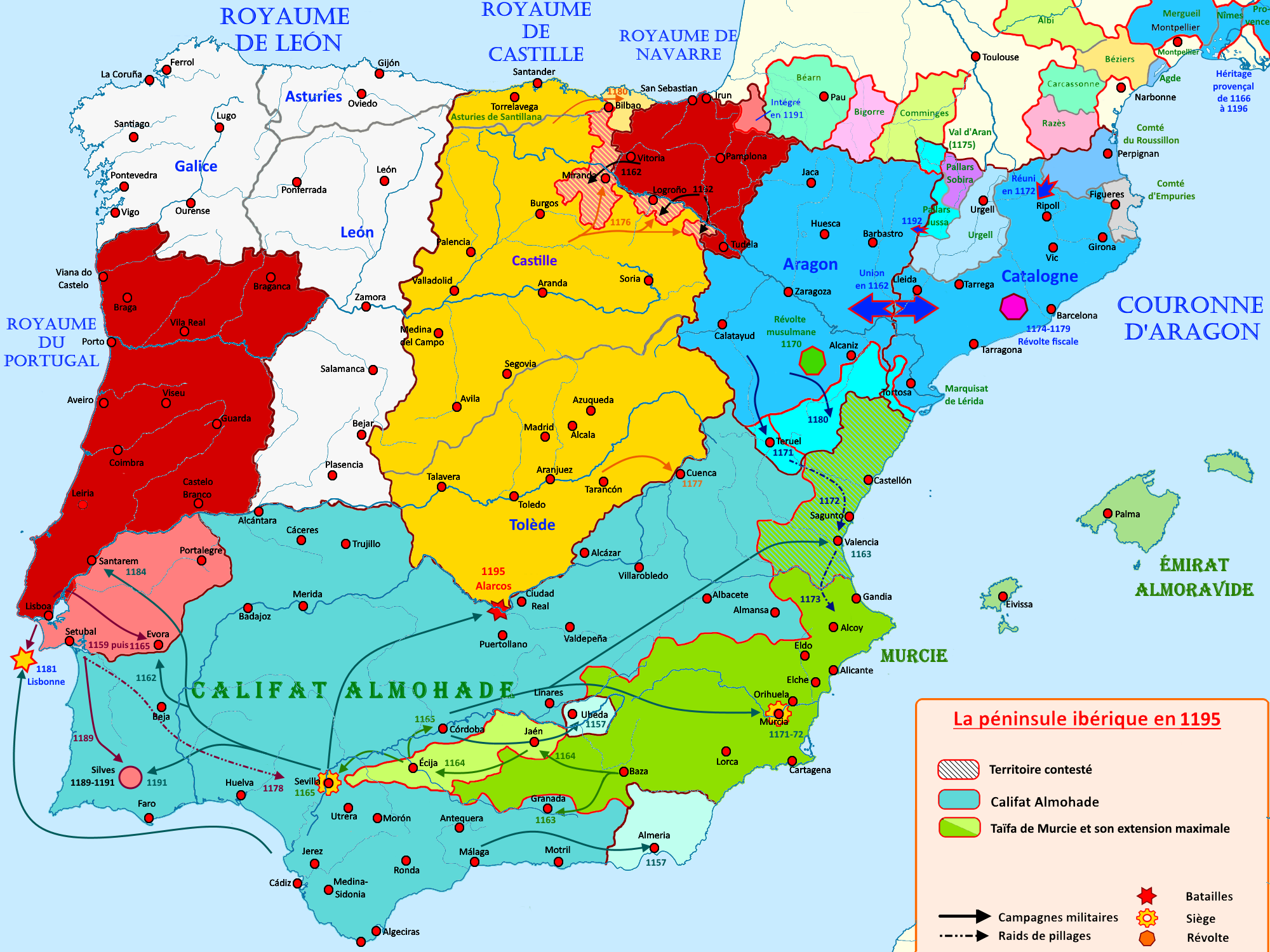
Les Almohades de 1157 à 1195

## Monuments
Sous son règne sont construites la mosquée aux pommes d'Or, la mosquée El Mouassine (toutes deux à Marrakech) et la Koutoubia prend son aspect définitif. Il est un des artisans du développement de la ville de Rabat.